# デイヴ・デイヴィス
デイヴ・デイヴィス（Dave Davies、1947年2月3日 - ）は、イギリスのシンガーソングライター、ギタリスト。 彼はキンクスのリード・ギタリスト、バック・シンガー（時折リード・シンガーを務めた）であった。バンドは兄のレイも参加した。
2003年、デイヴィスは『ローリング・ストーン』誌の「史上最高のギタリスト100人」のリストで91位にランクされた。

## 生い立ち

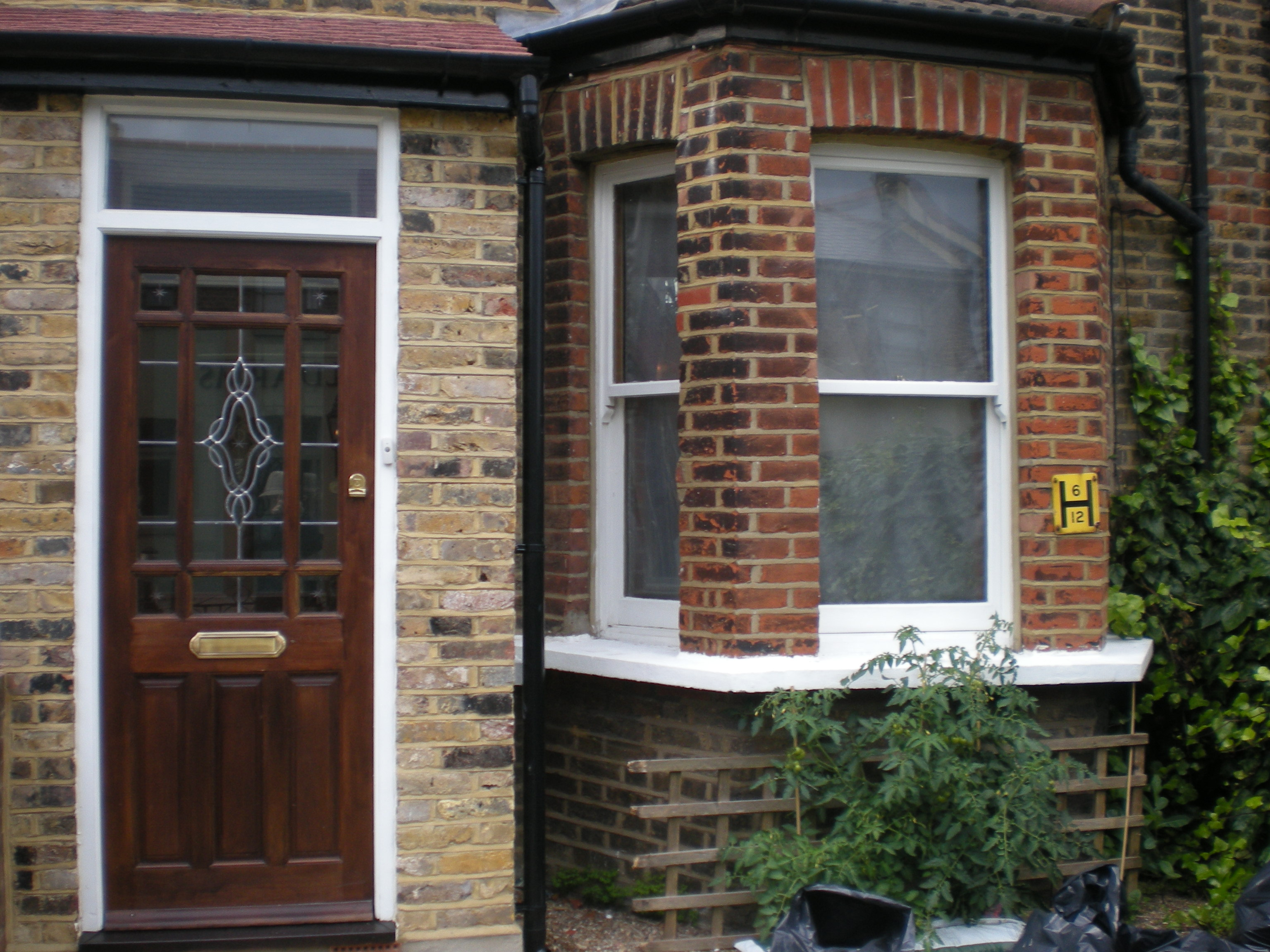
デンマーク・テラス6番地（デイヴ・デイヴィスの出生地）

デヴィッド・ラッセル・ゴードン・デイヴィスは、イギリス、ロンドン北部のマスウェル・ヒル、デンマーク・テラス6番地で生まれた。彼は6人の姉と、兄であり後にバンドメイトとなるレイを含む8人きょうだいの末っ子であった。子供の頃、デイヴィス兄弟は、両親の世代のミュージックホールから、姉が聴いたジャズや初期のロックンロールまで、さまざまな音楽スタイルの世界に没頭していた。兄弟は早い段階でライバル関係を築き、両親と姉たちの注意を競い合った。
デイヴィスはスキッフルを演奏して成長したが、すぐにエレクトリックギターを購入してロックの実験を始めた。デイヴィス兄弟と友人のピート・クウェイフは彼らの家のフロントルームで一緒にジャムを行った。デイヴィス家での活動はこのフロントルームを中心に行われ、両親が一緒に歌ったりピアノを弾いたりする大規模なパーティーで最高潮に達した。フロントルームとこれらのパーティーは、デイヴィス兄弟を音楽的に育て、後にキンクスの伝統的なイギリスのミュージックホールスタイルの解釈に影響を与えた。デイヴとレイは、1964年のヒット曲「ユー・リアリー・ガット・ミー」の有名な2コードリフをフロントルームのピアノで演奏した。

## 経歴
デイヴィスは1963年にピート・クウェイフとキンクスを結成した。バンドの最も有名なメンバーであり事実上のリーダーとなった彼の兄レイはまもなく参加した。キンクスはドラマーのミック・エイヴォリーが加わって完成した。デイヴ・デイヴィスとミック・エイヴォリーの関係は後に険悪になり、エイヴォリーは1980年代半ばにバンドを脱退したが、2人は1960年代半ばに短期間同居したことがあった。
レイとデイヴはバンドで唯一安定したメンバーであり続けた。ベーシストとキーボード奏者は頻繁に交代した。デイヴはレイに大きく従属する役割を果たし、しばしば舞台裏にとどまった。デイヴは「パーティ・ライン」（歌詞はレイによって書かれ、『フェイス・トゥ・フェイス』の多くのエディションでレイ作とクレジットされている）、「道化師の死」、「見知らぬ人」といった曲を書き、リード・ボーカルおよびソングライターとしてキンクスのレコードに時折貢献した。

### 初期（1963年-1966年）

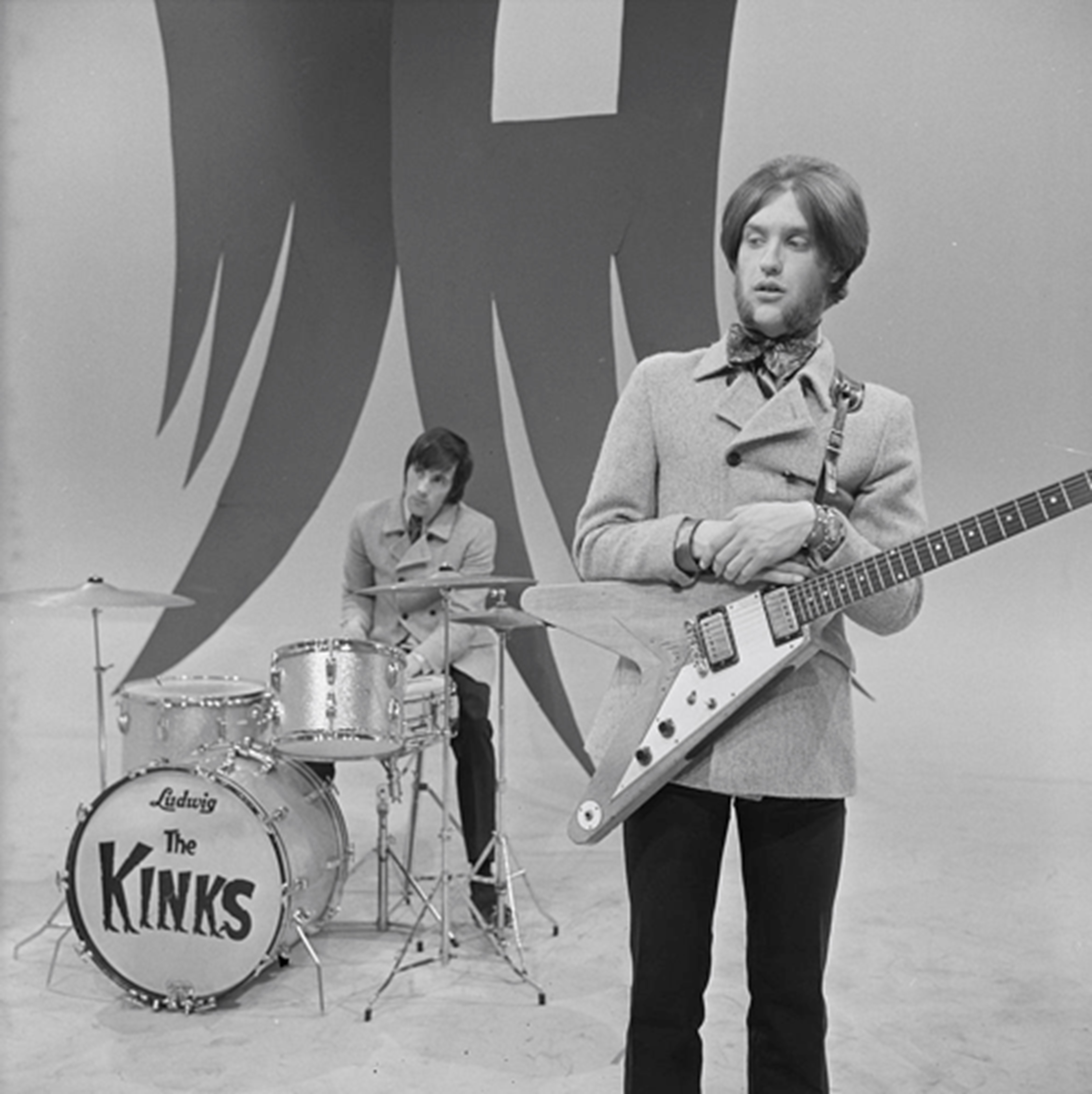
デイヴ・デイヴィス（右）とミック・エイヴォリー（オランダのテレビ番組にて。1967年）

デイヴ・デイヴィスは、キンクスの最初のヒット曲「ユー・リアリー・ガット・ミー」の特徴的なディストーション・パワーコード・サウンドを単独で担当した。彼はカミソリの刃を使用してエルピコ・アンプのスピーカーコーンを切り裂き、それを「プリアンプ」としてより大きなVoxアンプに通すことでサウンドを実現した。このサウンドは、ディストーションが主流として登場したはしりの一つであり、後の多くのミュージシャン、特にヘヴィメタルやパンク・ロックに大きな影響を与えることになった。
「ユー・リアリー・ガット・ミー」はバンドの3枚目シングルであり、前の2枚はチャートインできなかった。彼らはパイ・レコードと3枚のシングル契約を結んでおり、別の契約を結ぶにはヒットが必要だった。パイは曲が気に入らなかったので、スタジオの使用料の支払いを拒否した。バンドはシングルをカットするために他に財政的支援を要請した。「ユー・リアリー・ガット・ミー」はヒットし、イギリスでチャート1位となり、アメリカでは7位を記録した。
キンクスは続く2年間で3枚のアルバムといくつかのEPをリリースした。彼らはまた、ヤードバーズやミッキー・フィンらとのパッケージ・ツアーに参加した。彼らはツアーの間にメンバー間での緊張を引き起こし、ステージ上でも喧嘩を行った。最も悪名高い事件は、1965年5月のカーディフにあるキャピトル・シアターでドラマーのミック・エイヴォリーとデイヴ・デイヴィスが引き起こした出来事であった。二曲目の「ビューティフル・デライラ」で争いが始まった。一曲目の「ユー・リアリー・ガット・ミー」が終了すると、デイヴィスはエイヴォリーを侮辱し、ドラムセットを蹴り倒した。エイヴォリーはハイハットのスタンドでデイヴィスを殴って意識不明にした。彼はデイヴィスを殺してしまったと思い、現場から逃走した。デイヴィスはカーディフ王立病院に運び込まれ、頭を16針縫うこととなった。エイヴォリーは後に警察に釈明するため、バンドのメンバーがお互いに楽器を投げつける新しいパフォーマンスを行った際のトラブルであったと主張した。
1960年代後半になるとレイの作詞作曲スキルが発達し、彼がグループを新しい方向に導き始めたため、その音楽性は着実に進化した。彼らは伝統的なR&Bやブルースのサウンドを放棄し、「オータム・オルマナック」、「ウォータールー・サンセット」などの曲や、『サムシング・エルス』、『ヴィレッジ・グリーン・プリザヴェイション・ソサエティ』などのアルバムに現れたような、よりノスタルジックで反射的なスタイルの音楽を採用した。

### 1960年代後半およびソロ活動
1967年7月、デイヴ・デイヴィスは最初のソロ・シングル「Death of a Clown」をリリースした。これはレイとの共同執筆であったが、デイヴのソロ作品としてクレジットされている。それまでデイヴはキンクスのメンバーとして、シングルB面およびアルバムに自身の曲を提供しただけであった。所属レーベルのパイは、見過ごされていたデイヴの作品をソロでリリースすることで潜在的な売り上げが望めると感知し、「Death of a Clown」をリリースした。シングルはデイヴのクレジットであったが、バック・バンドはキンクスだった。曲はキンクスの『サムシング・エルス』にも収録された。
「Death of a Clown」は、全英シングルチャートで3位に上昇した。デイヴを取り巻く環境が突然変わり、新作のヒットが望めると考えられ、ソロ・アルバムは1968年か1969年にリリースされる予定だった。2枚目のシングル「Susannah's Still Alive」は、1967年11月にリリースされたが、『メロディ・メイカー』誌のチャートでは20位にしか達しなかった。ソロ・アルバムのリリースは延期され、次のシングルの結果を待つこととなった。ソロ・アルバムのリリースへの期待が高まり、それは『A Hole in the Sock Of』と呼ばれた。次のシングルは「Lincoln County」が選ばれたが、チャートインできなかった。4枚目のシングル「Hold My Hand」も同じ結果となり、それは彼自身の継続への関心の欠如と、パイによる中止の決定がアルバムへの希望を打ち砕く組み合わせとなった。
最終的にデイヴの初のソロ・アルバム用のマテリアルは、ラッセル・スミスとアンドリュー・サンドヴァルによる2011年のコンピレーション・アルバム『Hidden Treasures』で発表された。このアルバムはシングル及びそのB面曲およびキンクスのアルバム用に録音した幾つかの曲が収録された。これらの曲の多くは1987年にリリースされた『アルバム・ザット・ネヴァー・ワズ』でも発表されていた。
キンクスのアルバム『ヴィレッジ・グリーン・プリザヴェイション・ソサエティ』と『アーサー、もしくは大英帝国の衰退ならびに滅亡』はそれぞれ1968年と1969年にリリースされた。それらは満場一致の称賛を受けたが、『ヴィレッジ・グリーン・プリザヴェイション・ソサエティ』はチャートインすることができず、『アーサー、もしくは大英帝国の衰退ならびに滅亡』は平凡な売り上げに終わった。これらのアルバムは批評家やロック専門誌によって賞賛されたものの、商業的には失敗となった。

### 「ローラ」『マスウェル・ヒルビリーズ』、演劇スタイルの時代
『アーサー、もしくは大英帝国の衰退ならびに滅亡』の後、キンクスはヒット・シングル「ローラ」とそれを収めたコンセプト・アルバム『ローラ対パワーマン、マネーゴーラウンド組第一回戦』で1970年にカムバックした。デイヴはこのアルバムのためにアコースティック・ナンバーの「見知らぬ人」と、ハードロックの「ラッツ」を提供した。カントリー・ロックとアメリカーナをテーマにした『マスウェル・ヒルビリーズ』は1971年後半にリリースされ、批評家から高い評価を受けたが、売れ行きは好調ではなかった。バンドの次の5枚のアルバム、『この世はすべてショー・ビジネス』、『プリザヴェイション第一幕』、『プリザヴェイション第二幕』、『ソープ・オペラ』、『不良少年のメロディ～愛の鞭への傾向と対策』は、大規模な演劇アンサンブルを追加したが、批評的にも商業的にも失敗に終わった。
キンクスは1977年にRCAレコードからアリスタに移籍した。彼らはコンセプト・アルバム時代に追加したバック・ボーカルとブラス・セクションを全て廃し、再び5ピースのロック・バンドに戻った。アリスタでの最初のアルバムは『スリープウォーカー』で、バンドにとって商業的にも批評的にもカムバックとなった。これは、批評家が呼ぶ「アリーナロック」の時期の最初のアルバムであり、そこではより商業的で主流の制作技術が取り入れられた。デイヴは後に、ギター志向の曲に戻ってよかったとコメントし、『スリープウォーカー』をお気に入りの1つとして挙げている。

### 1980年代以降

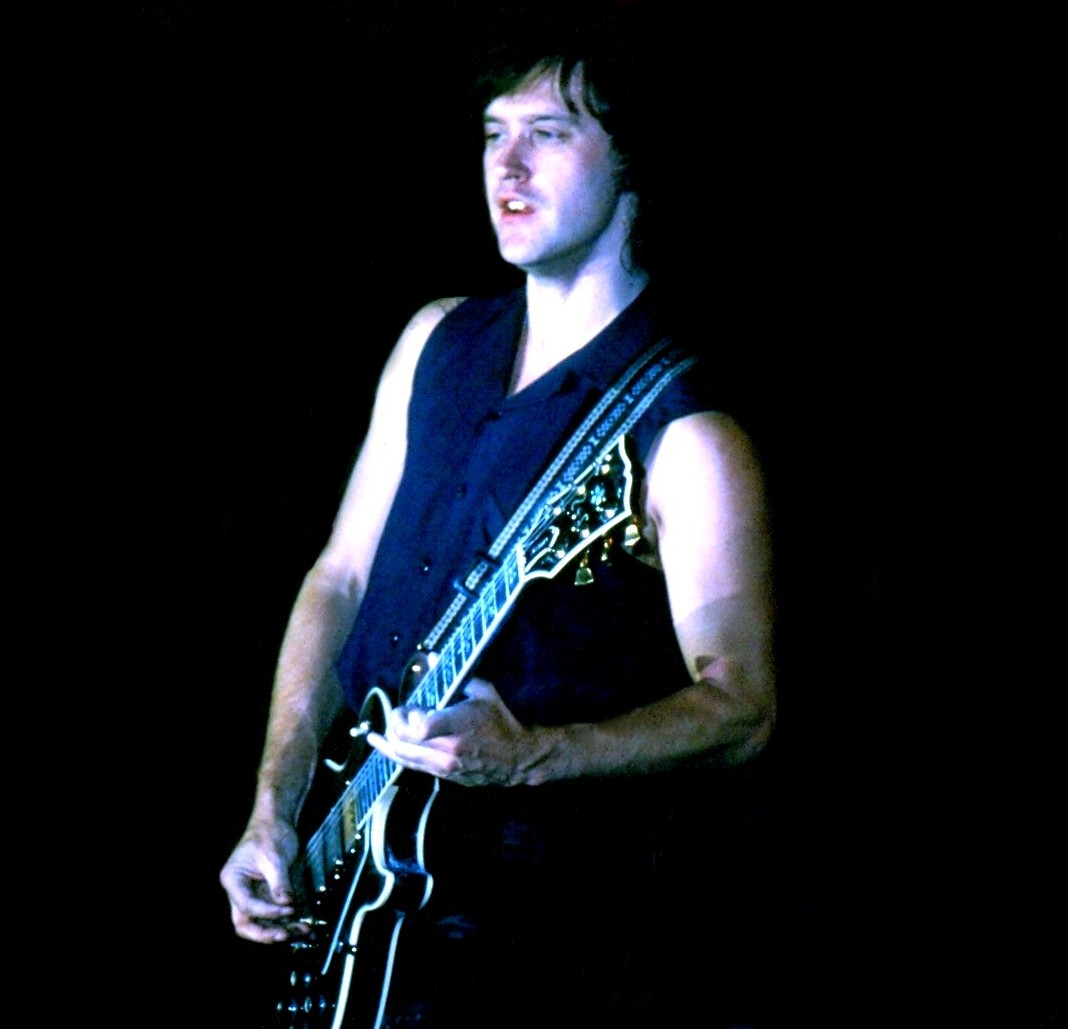
デイヴ・デイヴィス（1979年）

デイヴィスは、1980年代初頭に商業的ピークに達したとき、成功と失敗の両方を通してバンドを見た。バンドは当時レコード販売に大きな影響を及ぼしたMTV文化を取り入れて、商業的手法の調整を開始した。 1982/1983年のシングル「カム・ダンシング」のミュージックビデオは、シングルをイギリスのチャートで12位、アメリカで6位に引き上げるのに貢献した。この曲は1965年の「ウェイティング・フォー・ユー」以来の最大のヒット曲であった。
キンクスの人気は1985年に衰退し、アルバムはチャートインすることがなくなった。ミック・エイヴォリーはディヴィスとの関係が悪化し、アリスタでの最後のアルバム『ワード・オブ・マウス』の後にバンドを去った。エイヴォリーの代わりとしてボブ・ヘンリットが加入した。エイヴォリーはレイ・デイヴィスの提案で、コンク・スタジオを管理することに同意した。彼は後のキンクスのアルバムでプロデューサーを務め、演奏にも時折加わった。
キンクスは1985年後半に契約をMCA（アメリカ）とロンドン（イギリス）に切り替え、次のアルバムである『シンク・ヴィジュアル』の制作を開始した。アルバムは1986年にリリースされたが、ビルボード・チャートでは最高81位を記録しただけであった。批評家の評価は芳しいものではなく、重要なラジオ番組でもオンエアされなかった。オールミュージックのスティーヴン・トマス・アールワインは後に、このアルバムは「レイ・デイヴィスが一連の有能でありながら区別のつかないハードロッカーを生み出し続けたため、キンクスの芸術的な行き止まりを表した」とコメントした。 デイヴは『シンク・ヴィジュアル』に「ロックン・ロール・シティ」と「ホエン・ユー・ワー・ア・チャイルド」の2曲を提供した。
バンドはMCAでさらにいくつかのアルバムを制作した。彼らのMCAでの最後のスタジオ・アルバムは1989年の『UK ジャイヴ』であった。『シンク・ヴィジュアル』よりもわずかに好評であったが、トップ100に入ることはできなかった。デイヴ・デイヴィスは「ディア・マーガレット」を提供した。カセットとCDにはデイヴの曲がさらに2つ、「ブライト・ライツ」と「パーフェクト・ストレンジャー」が収録された。
キンクスはMCAとの契約を解消したが、新たなレコード・レーベルを見つけるのに苦労した。創設メンバーの4人が1990年にロックの殿堂入りしたが、彼らの人気が復活するまでには至らなかった。最終的にキンクスはコロムビア・レコードと契約し、1993年4月13日に最後のスタジオ・アルバムである『フォビア』をリリースした。宣伝とマスコミの注目にもかかわらず、アルバムの売り上げは伸びず、チャートも166位が最高であった。同時にリリースされたシングルもチャートインできなかった。デイヴは「イッツ・オールライト」と「クローズ・トゥ・ザ・ワイアー」の2曲を提供した。
コロムビアは1994年に契約を解消し、キンクスは古いコンク・レコードに戻らざるを得なかった。バンドは1994年に小さな独立レーベルのクレープヴァイン・レコードから『トゥ・ザ・ボーン』をリリースした。
キンクスは1996年にレコーディングとツアーを中止した。その後、レイとデイヴは2015年12月18日にロンドンのイズリントン・アセンブリー・ホールのステージ上で再会し、「ユー・リアリー・ガット・ミー」を演奏した。『ローリング・ストーン』誌は彼らのパフォーマンスを「興奮」と呼んだ。

#### ソロ作品、1980年代から現在
デイヴィスは2002年に20年ぶりの真のソロ・スタジオ・アルバム『バグ』をリリースした。続いて2007年1月に『フラクチャード・マインズ』をリリースした。これは2004年夏の心臓発作以後、楽曲「ゴッド・イン・マイ・ブレイン」（2006年1月にコンピレーションアルバム『Kinked』でリリースされた）を除けば、初めての新しいスタジオ活動でもあった。
『Two Worlds』は、デイヴ・デイヴィスと息子のラッセルの制作チームである「The Aschere Project」によって2010年を通して録音された。双方のメンバーがすべての曲を書き、制作し、録音した。アルバムのジャンルについて、デイヴは「ロック、少々クラシック、エレクトロニック・ミュージックのミックスだ」と述べた。2010年2月、デイヴィスは彼のもう一人の息子が撮影した自伝的DVD『ミスティカル・ジャーニー』をリリースした。そのリリースをサポートするためのアメリカ・ツアーが計画されたが、医師のアドバイスにより延期された。2013年2月、デイヴィスは2013年6月4日に6枚目のスタジオ・アルバム『I Will Be Me』をリリースすると発表した。リリース後にアルバムを宣伝するためにアメリカで短いツアーを行った。2014年2月には13年ぶりのイギリス公演を行った。2014年10月、キンクス50周年を記念してバンドの歴史を振り返るデイヴィスのニュー・アルバム『リッピン・アップ・タイム』がリリースされた。ディヴィスはアルバムを宣伝するために『ザ・トゥナイト・ショー・スターリング・ジミー・ファロン』に出演。その回は、2014年で最も評価の高い内容となった。
2015年にデイヴィスのソロ・アルバム『Rippin Up New York City』がレッド・リバー・エンターティンメントからリリースされた。彼は10月と11月にアメリカでアルバムを宣伝するためのソロ・ツアーに乗り出した。12月18日、ロンドンのイズリントン・アセンブリー・ホールでのコンサートで、レイがステージに参加し、キンクスのヒット曲「ユー・リアリー・ガット・ミー」を一緒に演奏した。兄弟が同じステージで演奏したのはほぼ20年ぶりのことであった。

## 私生活
デイヴィスはハムステッド・ヒースでガールフレンドのスー・シーハンと性交渉を行ったことで逮捕された後、15歳で学校を退学となった。その後まもなくシーハンが妊娠していることを知った後、彼らはそれぞれの家族によって別居を余儀なくされた。彼らの関係はデイヴィスに大きな影響を与え、彼は「ファニー・フェイス」、「スザンナズ・スティル・アライヴ」、「母の腕の中に」など、2人の別離についての多くの曲を執筆した。1967年、デイヴィスはリスベット（ピート・クウェイフの最初の妻、アネットのいとこ）と結婚し、1990年に離婚した。リスペットとの間にはマーティン、サイモン、クリスチャン、ラッセルの4人の息子がいる。ダニエル、ラナ、エディはナンシー・エヴァンスとの間の子供である。デイヴは1990年代後半にスー・シーハンと再会した。
デイヴィスは、1996年に自叙伝『Kink: An Autobiography』を出版した。その中で彼はロング・ジョン・バルドリーおよび音楽プロデューサーのマイケル・オルドレッドとの性的関係について語っている。 彼はまた、キンクスのキャリアにおけるレイとの緊迫した職業上の関係について書いている。
デイヴィスは1960年代後半から菜食主義者であり、肉は神経系に良いとは思わないと述べている。
2004年6月30日、彼はロンドンのBBCにあるエレベーターの中で心臓発作を起こし病院に入院することとなった。当時、彼は最新アルバム『バグ』のプロモーション中であった。彼はユーストンのユニバーシティ・カレッジ病院に運ばれた。デイヴィスは8月27日に退院した。
2006年までに、デイヴィスは歩き、話し、ギターを弾くことができるほど十分に回復した。
2013年9月、『ローリング・ストーン』誌はデイヴィスと彼のガールフレンドのレベッカ・G・ウィルソンについての記事を掲載した。彼女はアルバム『Rippin' Up Time』の「Front Room」と「King of Karaoke」にバック・ボーカルとして参加している。2014年以来、ウィルソンはデイヴのバックアップ・シンガーとしてツアーに同行している。

## 主な使用楽器

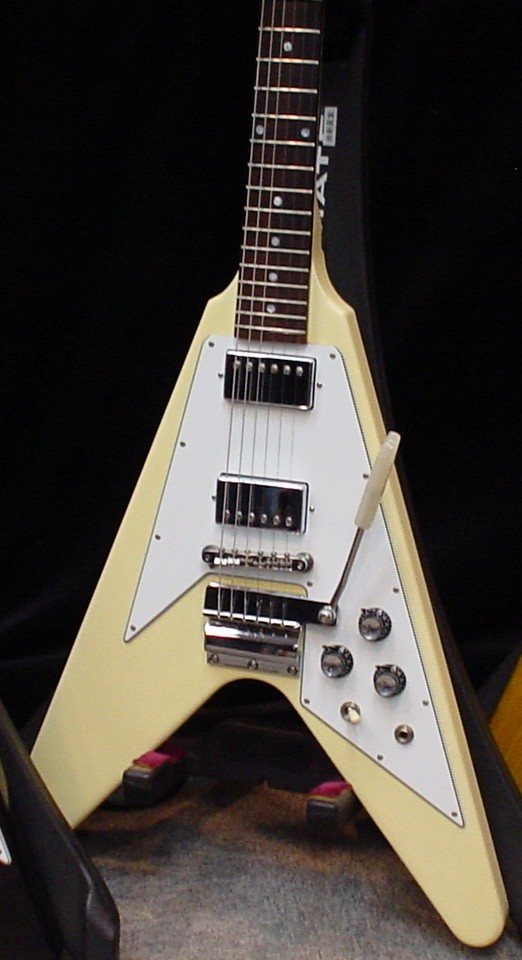
ギブソン・フライングV

デイヴィスは長い間多くのギターを演奏してきたが、その中で最も有名なのはギブソン・フライングVである。デイヴィスは1965年にそれを購入し、すぐにライブやテレビのパフォーマンスで使用し始めた。デイヴィスは当時、フライングVを演奏した数少ないギタリストの1人であった。その期間、1958年のテスト・リリースで関心がなかったために問題が発生し、モデルに番号が付けられた。ロニー・マック、ジミ・ヘンドリックス、アルバート・キング、デイヴィスなどのギタリスト自身が楽器への関心をかき立てるのを助け、最終的にはヘヴィメタル時代の代表的なギターの1つとなった。
デイヴィスはフライングVについて以下のようにコメントしている。：
僕はかつてギルドの特注ギターを演奏していたが、航空会社が1964年か1965年の最初のアメリカ・ツアーでそれを紛失した。……僕はすぐに代わりを手に入れなければならなかった。僕は店に行ったが、僕が好きなものを何も置いていなかった。僕はほこりっぽい古いギターケースを見つけて、「何が入っているの?」と聞いた。店員は「ああ、それはただのばかげた古いギターだ」と言った。彼はそれをケースから出し、僕はそれを約60ドルで購入した。
デイヴィスはそのキャリアを通して他の多くのギターを弾いてきた。彼は、P90ピックアップを搭載した「ゴールドトップ」モデルやブラックの'78モデルなど、ギブソン・レスポールのいくつかのモデルを長年にわたってプレイしてきた。ウェブサイトで彼は以下のギターをリストアップしている。：
- ギブソン・レスポール - スタンダード、カスタム、デラックス、アーティザン、ゴールドトップモデル
- フェンダー・エリート・テレキャスター
- フェンダー・アメリカン・スタンダード・テレキャスター
- '63 フェンダー・テレキャスター・サンバースト（レイが所有、1967年から1969年の間にデイヴのメインギターとして使用）
- '54 フェンダー・ストラトキャスター
- ギブソン・フライングV
- ギブソン L5-S
- ギブソン L6-S
- ギルド F-512 NT 12弦 アコースティック
- ハーモニー・メテオ[31]

## ディスコグラフィ

### スタジオ・アルバム
- 『デイヴ・デイヴィス』 - AFL1-3603 (1980年) ※旧邦題『AFL1-3603』
- 『グラマー』 - Glamour (1981年)
- 『チョーズン・ピープル』 - Chosen People (1983年)
- 『バグ』 - Bug (2002年)
- 『フラクチャード・マインズ』 - Fractured Mindz (2007年)
- I Will Be Me (2013年)
- Rippin' Up Time (2014年)

#### サウンドトラック・アルバム
- Village of the Damned (1995年) ※映画『光る眼』サントラ with ジョン・カーペンター

### ライブ・アルバム
- 『ロック・ボトム～ライヴ・アット・ザ・ボトム・ライン』 - Rock Bottom - Live at The Bottom Line (2000年)
- Transformation - Live at The Alex Theatre (2003年)
- Rainy Day in June (2004年)
- Rippin' Up New York City - Live at the Winery NYC (2015年)

#### 公式ブートレグ
- Solo Live - Live Solo Performance at Marian College (2000年)
- Bugged... Live! (2002年)
- Belly Up (2008年) ※1997年4月29日、サンディエゴのベリー・アップ・クラブでのライブ。デイヴィスのアメリカにおける最初のメジャー・ソロ・ツアー初日
- Around the Galaxy (2009年)

### コンピレーション・アルバム
- 『アルバム・ザット・ネヴァー・ワズ』 - The Album That Never Was (1987年)
- Unfinished Business (1999年)
- Kinked (2006年、Koch)
- Hidden Treasures (2011年) ※デイヴの計画された初ソロ・アルバム用の未発表曲及びシングル曲のコンピレーション。キンクスのシングルB面曲も含まれる
- Decade (2018年) ※1970年代以降の未発表曲集

### シングル
- "Death of a Clown" (1967年)
- "Susannah's Still Alive" (1968年)
- "Lincoln County" (1968年)
- "Hold My Hand" (1969年)

### デモ作品 (The Meta Media Demo Series)
- Fortis Green (1999年)
- Fragile (2001年)
- Decade (2018年)

### ラス・デイヴィスとのコラボレーション
- Purusha and the Spiritual Planet (1998年) ※Crystal Radio名義
- Two Worlds (2010年) ※The Aschere Project名義
- Open Road (2017年)

### ゲスト参加アルバム
- In the Mouth of Madness (1995年) ※サウンドトラック。1曲目のリード・ギター担当
- Who Are You: An All Star Tribute to The Who[32] (2012年) ※「マイ・ジェネレーション」に参加 with Knox、ラット・スケイビーズ